# Gamskarlsee
Der Gamskarlsee ist ein See in der Gemeinde Bad Gastein im österreichischen Bundesland Salzburg.

## Geografie
Der Gamskarlsee befindet sich in der Katastralgemeinde Remsach der Gemeinde Bad Gastein und im Nationalpark Hohe Tauern. Er liegt auf einer Höhe von 2244 m ü. A. Umstehende Berge sind der Hölltorkogel (2904 m ü. A.) im Osten und der Palfner Seekogel (2529 m ü. A.) im Nordwesten. Im Gamskarlsee hat mit dem Reedbach ein linksseitiger Nebenbach des Kötschachbachs seinen Ursprung. Weiter talabwärts fließt der Reedbach durch den Reedsee. Weitere Gebirgsseen im Einzugsgebiet des Kötschachbachs sind der Obere und der Untere Bärmoossee, der Kühkarsee, der Tischlerkarsee und der Windschursee.
Die Fläche des Gamskarlsees beläuft sich auf 3,15 ha. Sein Umfang beträgt 725 m, seine Länge 255 m und seine Breite 195 m. Der See ist im Besitz der Österreichischen Bundesforste.

## Name
Gamskar beziehungsweise Gamskarl ist einer der meistverbreiteten Flur- und Bergnamen im Gasteinertal. Er verweist auf den Aufenthaltsort von Gämsen in Karen. In der Region wird in der Regel Gamskar nur für den Berg Gamskarkogel und die Verkleinerungsform Gamskarl bei anderen Toponymen verwendet.

## Ökologie
Der Gamskarlsee ist ein oligotropher (nährstoffarmer) See mit sehr großem ökologischem Wert. Im Gewässer kommen die Rädertierchen-Arten Cephalodella gibba, Colurella tesselata und Trichocerca montana vor.
Die eng gestellten Rundhöcker im Gelände beim See bewirken ein Mosaik unterschiedlicher Pflanzengesellschaften. Zwischen den Rundhöckern wachsen unter anderem die Klebrige Primel (Primula glutinosa), die Kraut-Weide (Salix herbacea), die Zwerg-Primel (Primula minima) und die Zwerg-Soldanelle (Soldanella pusilla). Auf den Rundhöckern selbst gedeihen insbesondere die Dreiblatt-Binse (Juncus trifidus), die Gämsheide (Loiseleuria procumbens), die Krumm-Segge (Carex curvula), die Rauschbeere (Vaccinium uliginosum), die Windbartflechte (Alectoria ochroleuca) und das Zwerg-Seifenkraut (Saponaria pumila).